# Nodo machard
Il nodo machard (o nodo Klemheist) appartiene alla categoria dei nodi autobloccanti (come il nodo prusik ed il nodo bachmann).

## Il nome corretto
Come riportato su tutta la manualistica alpinistica francese, e come ribadito anche sulla manualistica del Club Alpino Italiano, il nome corretto di questo nodo è quello francese di "machard". 
Tutte le altre diciture conosciute in italiano quali mashard, marchand, marchard, ecc., sono da imputare a grossolane storpiature del nome originale.

## Utilizzo
Viene di solito utilizzato per l'autoassicurazione dell'arrampicatore o dell'alpinista, per esempio durante le discese in corda doppia.
Può essere eseguito in maniera da essere bloccante in una sola direzione, oppure in entrambe. Nel primo caso, si utilizza il nodo con una sola asola (cosiddetto “machard chiuso”); nel secondo, lo si esegue con due asole (cosiddetto “machard aperto”).
Il machard può essere utilizzato anche per compiere risalite su corda, in tal caso è opportuno utilizzarne uno collegato direttamente all'anello dell'imbrago e un secondo collegato ad una staffa.
Il suo utilizzo è previsto anche in alcune "manovre di corda", ad esempio nella costruzione di paranchi.

### Discesa in corda doppia
Uno dei principali utilizzi del machard in ambito arrampicatorio o alpinistico è per l'autoassicurazione durante le discese in corda doppia. In tal caso, infatti, esso può essere efficacemente utilizzato quale nodo di "emergenza" e di assicurazione della persona che scende sulla corda.
Viene sempre utilizzato in abbinamento con un apposito discensore, venendo agganciato all'anello di servizio dell'imbragatura. Mentre il discensore svolge il ruolo di freno del corpo che scende, il machard viene fatto scorrere manualmente lungo la corda e non entra mai in funzione. 
Se l'accompagnamento del nodo viene però ad interrompersi (volontariamente o involontariamente, per esempio a causa di uno svenimento della persona che si sta calando), allora il machard subisce una forte tensione (essendo direttamente collegato al suo corpo), si serra attorno alla corda e svolge la propria funzione di autobloccante. 
Per "sbloccare" il machard, una volta che esso sia entrato in funzione, occorre agire manualmente cercando di allentare le spire e di farlo tornare a scorrere lungo la corda.

## Esecuzione
Il nodo machard viene in genere eseguito con un cordino di diametro variabile tra i 5 e i 10 mm, che viene avvolto su una seconda corda; richiede inoltre l'utilizzo di un moschettone.
Il montaggio del machard è piuttosto facile. Occorre avvolgere un anello di cordino attorno alla corda (o alle corde) sulle quali deve avvenire il bloccaggio. Il numero di spire da effettuare per ottenere un buon funzionamento del nodo è variabile, essendo strettamente dipendente dalla differenza di diametro tra il cordino e la corda: minore è la differenza di diametro tra cordino e corda, più numerose dovranno essere le spire. Le due asole contrapposte che restano dopo l'avvolgimento possono essere infilate l'una dentro l'altra (machard chiuso) o essere lasciate appaiate (machard aperto). Il nodo si considera concluso solo quando un moschettone a ghiera va ad agganciare l'asola (o le asole).
Il nodo non sottoposto a carico può scorrere liberamente, con tutte le sue spire, lungo la corda su cui è stato costruito; in caso di forte trazione sull'asola (o sulle asole) chiuse dal moschettone, il nodo si blocca.